# Walker, Texas Ranger
Walker, Texas Ranger je americký akční televizní seriál natáčený v letech 1993 až 2001, vysílaný společností CBS. Titulní roli člena Texas Rangers Cordella Walkera ztvárnil Chuck Norris. Jeho parťákem je James Jimmy Trivete (C. Giliar Jr.), bývalým kolegou je C. D. Parker (N. Willingham). V roce 2021 vznikl reboot seriálu s názvem Walker.
Seriál je znám kvůli morálním hodnotám, které prezentuje. Například tím, že hlavní postavy odrazují od užívání drog a podílejí se na veřejně prospěšných pracích. A hlavně kvůli samotnému kultu Chucka Norrise coby neporazitelného bojovníka proti bezpráví. Bojová umění jsou zobrazena zřetelně jako primární nástroj pro vymáhání práva a příležitostně jako Walkerův nástroj pro oslovení a práci s určitou skupinou.